# 二阶线性递推式
二阶线性递推式是数列递推式的一种，其特征是次数为1，且数列的第n项与第(n-1)项和(n-2)项有关。
即形如
{\displaystyle a_{n+2}+pa_{n+1}+qa_{n}=0}
的递推式叫二阶线性递推式。